# Uperoleia
Genre
Synonymes
- Glauertia Loveridge, 1933
- Hosmeria Wells & Wellington, 1985
- Prohartia Wells & Wellington, 1985

Uperoleia est un genre d'amphibiens de la famille des Myobatrachidae.

## Répartition
Les 28 espèces de ce genre se rencontrent dans le Nord et l'Est de l'Australie et dans les basses-terres du Sud de la Nouvelle-Guinée.

## Liste des espèces
Selon Amphibian Species of the World (11 juin 2017) :
- Uperoleia altissima Davies, Watson, McDonald, Trenerry, & Werren, 1993
- Uperoleia arenicola Tyler, Davies, & Martin, 1981
- Uperoleia aspera Tyler, Davies, & Martin, 1981
- Uperoleia borealis Tyler, Davies, & Martin, 1981
- Uperoleia crassa Tyler, Davies, & Martin, 1981
- Uperoleia daviesae Young, Tyler, & Kent, 2005
- Uperoleia fusca Davies, McDonald, & Corben, 1986
- Uperoleia glandulosa Davies, Mahony, & Roberts, 1985
- Uperoleia inundata Tyler, Davies, & Martin, 1981
- Uperoleia laevigata Keferstein, 1867
- Uperoleia lithomoda Tyler, Davies, & Martin, 1981
- Uperoleia littlejohni Davies, McDonald, & Corben, 1986
- Uperoleia mahonyi Clulow, Anstis, Keogh, & Catullo, 2016
- Uperoleia marmorata Gray, 1841
- Uperoleia martini Davies & Littlejohn, 1986
- Uperoleia micra Doughty & Roberts, 2008
- Uperoleia micromeles Tyler, Davies, & Martin, 1981
- Uperoleia mimula Davies, McDonald, & Corben, 1986
- Uperoleia minima Tyler, Davies, & Martin, 1981
- Uperoleia mjobergii (Andersson, 1913)
- Uperoleia orientalis (Parker, 1940)
- Uperoleia rugosa (Andersson, 1916)
- Uperoleia russelli (Loveridge, 1933)
- Uperoleia saxatilis Catullo, Doughty, Roberts, & Keogh, 2011
- Uperoleia stridera Catullo, Doughty, & Keogh, 2014
- Uperoleia talpa Tyler, Davies, & Martin, 1981
- Uperoleia trachyderma Tyler, Davies, & Martin, 1981
- Uperoleia tyleri Davies & Littlejohn, 1986

## Publication originale
- Gray, 1841 : Descriptions of some new species and four new genera of reptiles from Western Australia, discovered by John Gould, Esq. Annals and Magazine of Natural History, sér. 1, vol. 7, p. 86–91 (texte intégral).